# Будорадз
Будорадз (пол. Budoradz) — село в Польщі, у гміні Ґубін Кросненського повіту Любуського воєводства.
Населення — 40 осіб (2011).
У 1975-1998 роках село належало до Зеленогурського воєводства.

## Демографія
Демографічна структура станом на 31 березня 2011 року:
|          | Загалом | Допрацездатний вік | Працездатний вік | Постпрацездатний вік |
| -------- | ------- | ------------------ | ---------------- | -------------------- |
| Чоловіки | 23      | 4                  | 17               | 2                    |
| Жінки    | 17      | 0                  | 12               | 5                    |
| Разом    | 40      | 4                  | 29               | 7                    |